# Rafael Biempica
Rafael Biempica Álvarez (Gijón, Asturias, España, 2 de mayo de 1937-ib., 21 de marzo de 2020) fue un futbolista español que jugaba como delantero.

## Trayectoria
Comenzó a jugar al fútbol en los equipos gijoneses del Planeta y el Atlántic antes de ingresar en los juveniles del Real Gijón con catorce años. Debutó en Segunda División con el club rojiblanco en la primera jornada de la campaña 1955-56 frente a la S. D. Indauchu y marcó su primer gol en el segundo partido, contra el Baracaldo C. F. Consiguió un ascenso a Primera División en la temporada 1956-57 y se mantuvo en el equipo hasta el final de la campaña 1963-64, momento en que fichó por el Real Oviedo, donde permaneció dos campañas. Sus últimos años como profesional los pasó en el C. D. Atlético Baleares y el C. D. Praviano.

## Selección nacional
Fue internacional con la selección española B en 1958 y con la sub-21 en 1959.

## Clubes
| Club                    | País   | Año       |
| ----------------------- | ------ | --------- |
| Real Gijón              | España | 1955-1964 |
| Real Oviedo             | España | 1964-1966 |
| C. D. Atlético Baleares | España | 1966-1967 |
| C. D. Praviano          | España | 1967-1968 |